# Adders
Adders (Viperidae) zijn een familie van slangen waarvan alle soorten zonder uitzondering giftig zijn.

## Uiterlijke kenmerken
Adders worden in de regel niet zo groot, veel soorten bereiken een maximale lichaamslengte van 50 tot 70 centimeter inclusief de staart. Er zijn maar weinig soorten die langer dan een meter worden. Op enkele soorten na hebben alle adders gekielde schubben, een kort lichaam en een gedrongen lichaamsbouw met een korte staart en een driehoekige kop die duidelijk breder is dan de nek. De ogen zijn bij vrijwel alle soorten vrij groot en hebben een verticale pupil. Een uitzondering vormen de soorten uit het geslacht padadders die juist een ronde pupil bezitten en mede hierom als een vrij primitieve groep van adders worden gezien. De ogen zijn vooral bij de zaagschubadders aan de bovenzijde van de kop gelegen. Dit komt vooral voor bij slangen die in het water leven, de zaagschubaders echter leven vaak half ingegraven in het zand waarbij de omhoog geplaatste ogen van pas komen.  
Vergeleken met de meeste andere slangenfamilies bewegen adders zich merkbaar trager voort. Veel soorten hebben een relatief korte staart waarbij de staartpunt in veel gevallen zeer beweeglijk is. Bij een aantal soorten wordt de staartpunt als een grijporgaan gebruikt, zoals de boomadders uit het geslacht Atheris, maar bij veel soorten uit de onderfamilie groefkopadders (Crotalinae) wordt de staart gebruikt om prooidieren te lokken. De staartpunt heeft vaak een afwijkende kleur en wordt heen- en weer gekronkeld zodat insectenetende dieren als zoogdieren en vogels denken dat het om een worm gaat. De soort Pseudocerastes urarachnoides is hierin het sterkst gespecialiseerd en heeft een staartaanhangsel dat sprekend lijkt op een spin.

## Levenswijze
Bij de adders is de vervolmaking van het gifapparaat nog verder gegaan dan bij de andere gifslangen. De giftand van de adders is bijzonder lang, zo lang, dat er in de gesloten bek geen plaats meer was, als niet tevens het sterk verkorte bovenkaakbeen als een knipmes teruggeklapt kon worden. Bij een beet wordt het bliksemsnel opgericht en in de buit geslagen. Deze komt evenwel niet ver; meteen doet het gif zijn werk, verlamt en doodt uiteindelijk de prooi. Vaak zal een gebeten muis nog zijn hol bereiken. Na een korte tijd begint de slang, heftig zijn tong in- en uitstekend, heen en weer te kruipen, proeft dadelijk het spoor van het gebeten dier en volgt het, tot hij de buit gevonden heeft. Na onderzoek van de haar (of veer)richting wordt het dan, de kop vooraan, verslonden. Adders sporen hun prooi op met behulp van de tong en het orgaan van Jacobson, maar een groot deel van de adders, de zogenaamde groefkopadders (onderfamilie Crotalinae), hebben een aanpassing waardoor ze warmte kunnen waarnemen. Met dit zogenaamde groeforgaan kunnen daardoor prooien worden waargenomen in totale duisternis.

## Voortplanting
De meeste adders zijn eierlevendbarend. De oorspronkelijke soorten zetten nog wel eieren af, maar de embryo's hiervan zijn reeds in een ver ontwikkeld stadium. Een uitzondering hierop vormen de eierleggende padadders. 

## Verspreiding en habitat
Adders komen voor in vrijwel geheel Afrika, een groot deel van zuidelijk Noord-Amerika, Midden- en Zuid-Amerika, zuidelijk en westelijk Europa via het noorden van het Arabisch Schiereiland tot in zuidelijk Azië, van Iran tot Vietnam. Adders komen niet voor in Australië. Sommige soorten hebben een zeer groot verspreidingsgebied, zoals de soort Vipera berus die tot in Nederland en België voorkomt en zich tot in het noorden van Scandinavië heeft verspreid. In sommige geïsoleerde gebieden in Europa komen geen adders voor, zoals in Ierland. 
Het feit dat adders ontbreken in Australië doet vermoeden dat ze pas vrij recent zijn ontstaan, toen het continent Australië zich al had afgesplitst van de overige werelddelen.

## Indeling
Adders werden lange tijd tot de superfamilie Colubroidea gerekend maar tegenwoordig worden ze niet opgenomen in een superfamilie zoals de meeste families van slangen. Het is niet precies bekend waaruit de adders zijn ontstaan; mogelijk delen ze een gemeenschappelijk voorouder met de eveneens giftige koraalslangachtigen. Het kan echter ook zijn dat ze uit de overwegend niet-giftige toornslangachtigen zijn voortgekomen.
De adders zijn onderverdeeld in drie onderfamilies sinds een vierde onderfamilie, Causinae, niet meer wordt erkend. Onderstaand een lijst van alle soorten adders (Viperidae). Er zijn 366 verschillende soorten die zijn verdeeld in twee onderfamilies en 36 geslachten. Zeven geslachten zijn monotypisch en worden slechts vertegenwoordigd door een enkele soort. Onderstaand worden alle geslachten weergegeven per onderfamilie, met de auteur en het verspreidingsgebied. Zie voor een overzicht van alle soorten ook de lijst van adders.
| Naam                                                                             | Auteur                                                                  | Aantal soorten                                                          | Verspreidingsgebied |
| Onderfamilie Azemiopinae Liem, Marx & Rabb, 1971: 1 geslacht, 2 soorten          | Onderfamilie Azemiopinae Liem, Marx & Rabb, 1971: 1 geslacht, 2 soorten | Onderfamilie Azemiopinae Liem, Marx & Rabb, 1971: 1 geslacht, 2 soorten | Onderfamilie Azemiopinae Liem, Marx & Rabb, 1971: 1 geslacht, 2 soorten |
| -------------------------------------------------------------------------------- | ----------------------------------------------------------------------- | ----------------------------------------------------------------------- | --- |
| Azemiops                                                                         | George Albert Boulenger, 1888                                           | 2                                                                       | Azië; Myanmar, Vietnam, China, Tibet en Laos. |
| Onderfamilie groefkopadders (Crotalinae) Oppel, 1811: 22 geslachten, 263 soorten |                                                                         |                                                                         | |
| Moccasinslangen (Agkistrodon)                                                    | Beauvois, 1799                                                          | 8                                                                       | Noord-, Midden- en Zuid-Amerika; Mexico, Guatemala, El Salvador, Costa Rica, Nicaragua, Honduras, Verenigde Staten en Belize |
| Atropoides                                                                       | Dunn, 1939                                                              | 1                                                                       | Midden-Amerika; Costa Rica en Panama |
| Bothriechis                                                                      | Peters, 1859                                                            | 11                                                                      | Midden-Amerika en Zuid-Amerika; Nicaragua, Costa Rica, Panama, Honduras, Mexico, Guatemala, Belize, Ecuador, Peru en Colombia |
| Bothrocophias                                                                    | Gutberlet & Campbell, 2001                                              | 7                                                                       | Zuid-Amerika; Ecuador, Peru, Bolivia, Colombia en Brazilië |
| Lanspuntslangen (Bothrops)                                                       | Wagler, 1824                                                            | 46                                                                      | Noord-Amerika, Midden-Amerika en Zuid-Amerika; Argentinië, Belize, Bolivia, Brazilië, Colombia, Costa Rica, Ecuador, Frans-Guyana, Guyana, Guatemala, Honduras, Mexico, Nicaragua, Panama, Paraguay, Peru, Suriname, Uruguay en Venezuela |
| Calloselasma                                                                     | Kuhl, 1824                                                              | 1                                                                       | Azië; Cambodja, Indonesië, Laos, Maleisië, Thailand en Vietnam |
| Cerrophidion                                                                     | Campbell & Lamar, 1992                                                  | 5                                                                       | Noord- en Midden-Amerika; Honduras, El Salvador, Nicaragua, Costa Rica, Panama, Mexico en Guatemala |
| Echte ratelslangen (Crotalus)                                                    | Linnaeus, 1758                                                          | 53                                                                      | Noord-Amerika, Midden- en Zuid-Amerika; Verenigde Staten, Mexico, Canada, Brazilië, Venezuela, Colombia, Guyana, Suriname, Frans-Guyana, Argentinië, Paraguay, Bolivia, Uruguay, Aruba, Guatemala, Honduras, El Salvador, Costa Rica, Nicaragua en Belize |
| Deinagkistrodon                                                                  | Günther, 1888                                                           | 1                                                                       | Azië; China, Taiwan en Vietnam, mogelijk in Laos |
| Garthius                                                                         | Malcolm Arthur Smith, 1931                                              | 1                                                                       | Azië; Maleisië |
| Gloydius                                                                         | Hoge & Romano-Hoge, 1981                                                | 21                                                                      | Azië; Noord-Korea, Zuid-Korea, China, Rusland, Mongolië, Iran, Kazachstan, Oezbekistan, Tadzjikistan, Kirgizië, Afghanistan, Mongolië, Turkmenistan, Pakistan, India, Bhutan, Nepal, Mongolië, Japan en Azerbeidzjan |
| Hypnale                                                                          | Fitzinger, 1843                                                         | 3                                                                       | Azië; Sri Lanka en India |
| Bosmeesters (Lachesis)                                                           | Daudin, 1803                                                            | 4                                                                       | Noord- en Midden-Amerika; Colombia, Ecuador, Brazilië, Venezuela, Suriname, Frans-Guyana, Guyana, Trinidad, Peru, Bolivia, Nicaragua, Costa Rica en Panama |
| Metlapilcoatlus                                                                  | Campbell, Frost, Castoe, 2019                                           | 6                                                                       | Midden-Amerika; Mexico, Belize, Guatemala, Honduras, Nicaragua, Costa Rica, El Salvador en Panama |
| Mixcoatlus                                                                       | Jadin, Smith & Campbell, 2011                                           | 3                                                                       | Midden-Amerika; Mexico |
| Ophryacus                                                                        | Cope, 1887                                                              | 3                                                                       | Noord-Amerika; Mexico |
| Ovophis                                                                          | Burger, 1981                                                            | 6                                                                       | Azië; India, Myanmar, Nepal, Bhutan, China, Laos, Vietnam, Cambodja, Thailand, Taiwan, Maleisië, Japan, Hongkong en Indonesië, mogelijk in Bangladesh |
| Porthidium                                                                       | Cope, 1871                                                              | 9                                                                       | Midden- en Zuid-Amerika; Mexico, Belize, Guatemala, Honduras, Nicaragua, Costa Rica, Panama, Colombia, Ecuador en El Salvador |
| Protobothrops                                                                    | Hoge & Romano-Hoge, 1983                                                | 15                                                                      | Azië; Bangladesh, India, Myanmar, Vietnam, Laos, Thailand, China, Taiwan, Nepal, Bhutan en Japan |
| Dwergratelslangen (Sistrurus)                                                    | Garman, 1884                                                            | 3                                                                       | Noord-Amerika; Canada, Mexico, Verenigde Staten |
| Aziatische lanspuntslangen (Trimeresurus)                                        | Lacépède, 1804                                                          | 52                                                                      | Azië; India, Nepal, Bhutan, Myanmar, Thailand, Cambodja, Laos, Vietnam, China, Indonesië, Filipijnen, Taiwan, Bangladesh, Oost-Timor, Maleisië, Nepal, Singapore en Sri Lanka |
| Tropidolaemus                                                                    | Wagler, 1830                                                            | 5                                                                       | Azië; Thailand, Maleisië, Singapore, Indonesië, de Filipijnen, Brunei en India, mogelijk in Vietnam |
| Onderfamilie echte adders (Viperinae) Oppel, 1811: 13 geslachten, 101 soorten    |                                                                         |                                                                         | |
| Boomadders (Atheris)                                                             | Cope, 1862                                                              | 18                                                                      | Afrika; Kenia, Oeganda, Kameroen, Equatoriaal-Guinea, Centraal-Afrikaanse Republiek, Congo-Kinshasa, Congo-Brazzaville, Gabon, Angola, Togo, Ghana, Nigeria, Soedan, Mozambique, Zambia, Tanzania, Rwanda, Burundi, Malawi, Ivoorkust, Equatoriaal-Guinea, Guinee, Sierra Leone en Liberia |
| Pofadders (Bitis)                                                                | Gray, 1842                                                              | 18                                                                      | Afrika; Benin, Nigeria, Tsjaad, Centraal-Afrikaanse Republiek, Kameroen, Oeganda, Equatoriaal-Guinea, Congo-Brazzaville, Congo-Kinshasa, Angola, Zambia, Kenia, Rwanda, Gabon, Tanzania, Zimbabwe, Mozambique, Zuid-Afrika, Malawi, Togo, Ethiopië, Ghana, Ivoorkust, Liberia, Sierra Leone, Guinea, Namibië, Guinee-Bissau, Swaziland, Burundi, Burkina Faso, Niger, Eritrea, Somalië, Gambia, Senegal, Mauritanië, Mali, Soedan, Algerije, Marokko, Saoedi-Arabië en Oman |
| Padadders (Causus)                                                               | Wagler, 1830                                                            | 7                                                                       | Afrika; Mauritanië, Senegal, Gambia, Mali, Burkina Faso, Niger, Tsjaad, Centraal-Afrikaanse Republiek, Ethiopië, Oeganda, Soedan, Ivoorkust, Kameroen, Congo-Kinshasa, Congo-Brazzaville, Ghana, Togo, Benin, Guinee, Nigeria, Gabon, Angola, Sierra Leone, Kenia, Liberia, Zambia, Mozambique, Malawi, Rwanda, Burundi, Zuid-Afrika, Somalië, Botswana, Zimbabwe, Tanzania, Equatoriaal-Guinea en Namibië |
| Hoornadders (Cerastes)                                                           | Laurenti, 1768                                                          | 4                                                                       | Afrika en het Midden-Oosten; Verenigde Arabische Emiraten, Jemen, Oman, Israël, Jordanië, Irak, Koeweit, Saoedi-Arabië, Egypte, Libië, Tunesië, Algerije, Marokko, Mauritanië, Mali, Niger, Soedan en Westelijke Sahara, mogelijk in Iran |
| Daboia                                                                           | Gray, 1842                                                              | 4                                                                       | Azië, noordelijk Afrika en het Midden-Oosten; Pakistan, India, Nepal, Sri Lanka, Bangladesh, Bhutan, China, Myanmar, Indonesië, Thailand, Taiwan, Cambodja, Syrië, Jordanië, Israël, Libanon, Marokko, Westelijke Sahara, Algerije en Tunesië |
| Zaagschubadders (Echis)                                                          | Merrem, 1820                                                            | 12                                                                      | Afrika, het Arabisch Schiereiland en Azië; Afghanistan, Algerije, Bangladesh, Benin, Burkina Faso, Centraal-Afrikaanse Republiek, Djibouti, Egypte, Eritrea, Ethiopië, Gambia, Ghana, Guinee, Iran, India, Israël, Ivoorkust, Jemen, Jordanië, Kameroen, Kenia, Libië, Mali, Niger, Nigeria, Marokko, Mauritanië, Oezbekistan, Oman, Pakistan, Saoedi-Arabië, Senegal, Soedan, Somalië, Sri Lanka, Tadzjikistan, Tsjaad, Togo, Tunesië, Turkmenistan, Oeganda, Verenigde Arabische Emiraten, Westelijke Sahara                                                                                                |
| Eristicophis                                                                     | Alcock & Finn, 1897                                                     | 1                                                                       | Azië; Afghanistan, Iran en Pakistan |
| Macrovipera                                                                      | Reuss, 1927                                                             | 3                                                                       | Azië, Europa, noordelijk Afrika en het Midden-Oosten; Algerije, Tunesië, Cyprus, Irak, Turkije, Afghanistan, Syrië, Libanon, Iran, Pakistan, India, Jordanië, Rusland, Armenië, Azerbeidzjan, Turkmenistan, Kazachstan en Tadzjikistan |
| Montatheris                                                                      | Boulenger, 1910                                                         | 1                                                                       | Afrika; Kenia |
| Montivipera                                                                      | Nilson, Tuniyev, Andrén, Orlov, Joger & Herrmann, 1999                  | 8                                                                       | Azië, Europa en het Midden-Oosten; Armenië, Azerbeidzjan, Turkije, Iran, Griekenland, Syrië, Libanon en Israël |
| Proatheris                                                                       | Peters, 1855                                                            | 1                                                                       | Afrika; Malawi, Mozambique en Tanzania |
| Pseudocerastes                                                                   | Boulenger, 1896                                                         | 3                                                                       | Azië en het Midden-Oosten; Irak, Koeweit, Saoedi-Arabië, Iran, Afghanistan, Pakistan, Oman, Verenigde Arabische Emiraten, Syrië, Israël, Egypte en Jordanië |
| Vipera                                                                           | Laurenti, 1768                                                          | 21                                                                      | Europa, noordelijk Afrika, Azië en het Midden-Oosten; Noorwegen, Zweden, Finland, Frankrijk, Denemarken, Duitsland, Oostenrijk, Zwitserland, Liechtenstein, Italië, België, Nederland, Engeland, Polen, Tsjechië, Hongarije, Roemenië, Wit-Rusland, Bulgarije, Albanië, Slowakije, Kroatië, Slovenië, Bosnië en Herzegovina, Montenegro, Macedonië, Servië, Estland, Letland, Litouwen, Rusland, Oekraïne, Mongolië, Kazachstan, Noord-Korea, China, Armenië, Georgië, Spanje, Frankrijk, Turkije, Iran, Tunesië, Moldavië, Kazachstan, Kirgizië, Oezbekistan, Tadzjikistan, Marokko, Algerije en Griekenland |